# Eberhard Finckh

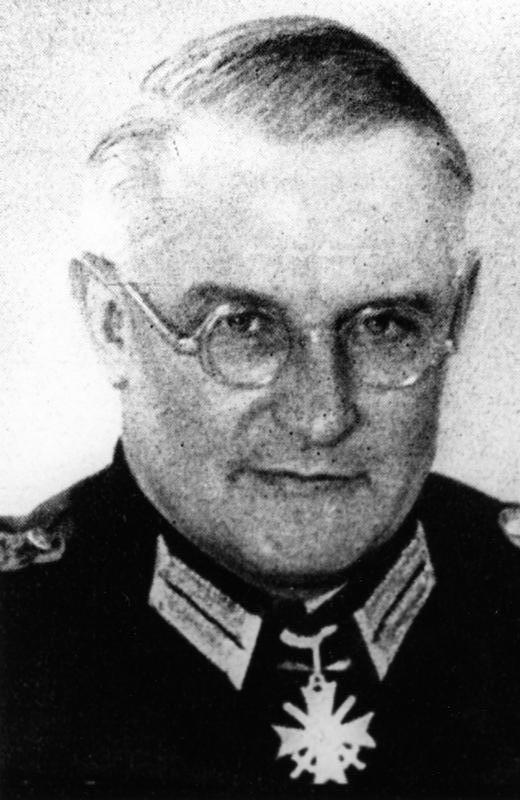
Eberhard Finckh, 1941

Eberhard Finckh (geboren am 7. November 1899 in Kupferzell; erhängt am 30. August 1944 in der Strafvollzugsanstalt Berlin-Plötzensee) war ein am militärischen Widerstand gegen den Nationalsozialismus beteiligter deutscher Offizier der Wehrmacht.
Im Zusammenhang mit dem am 20. Juli 1944 durchgeführten Attentat auf Adolf Hitler und dem darauf folgenden Putschversuch leitete er die Festnahme des Sicherheitsdienstes in der im Verlauf des Zweiten Weltkriegs von Deutschland besetzten französischen Hauptstadt Paris ein. Nach dem Scheitern des Staatsstreichs wurde er vom Volksgerichtshof zum Tode verurteilt und hingerichtet.

## Leben
Eberhard Finckh wuchs in Urach und Stuttgart auf. Im Jahr 1917 trat er als Kriegsfreiwilliger in das Königlich Württembergische Armee-Korps ein und nahm am Ersten Weltkrieg teil. Nach dem mit der Novemberrevolution von 1918 erfolgten Sturz des Kaiserreichs wurde er 1920 in die Reichswehr der Weimarer Republik übernommen und im 5. Artillerie-Regiment eingesetzt. Am 1. Dezember 1923 folgte seine Beförderung zum Leutnant und am 1. Februar 1928 zum Oberleutnant. 1927 wurde Finckh an die Kriegsakademie in Berlin-Moabit kommandiert, wo er später Claus Schenk Graf von Stauffenberg kennenlernte.
Im Zweiten Weltkrieg wurde er im Stab verschiedener Einheiten als Quartiermeister eingesetzt. 1942 war er Oberquartiermeister der 6. Armee und 1943 der Heeresgruppe Süd. Im Jahr 1944 folgte sein Einsatz im Rang eines Obersten im Generalstab als Oberquartiermeister beim Oberbefehlshaber West in Paris. Hier lernte er Carl-Heinrich von Stülpnagel, den Militärbefehlshaber im von Deutschland besetzten Frankreich kennen, der eine der zentralen Personen des Wehrmachtswiderstandes gegen das NS-Regime war. Finckh beteiligte sich im Rahmen des Attentates auf Hitler an den Planungen eines Putsches in Paris. Am 20. Juli 1944 informierte er aufgrund einer Nachricht der Verschwörer aus Berlin seinen Vorgesetzten, den General der Infanterie Günter Blumentritt über den Tod Hitlers und leitete mit dem Befehl zur Festnahme des der SS unterstellten Sicherheitsdienstes in Paris die Ausschaltung der nationalsozialistischen Exekutivstrukturen vor Ort ein.
Als bekannt wurde, dass das Attentat misslungen war, wurde der Umsturzversuch abgebrochen; am 26. Juli folgte die Verhaftung Finckhs. Knapp einen Monat später wurde er durch den am 2. August 1944 gebildeten Ehrenhof aus der Wehrmacht unehrenhaft ausgestoßen, so dass das Reichskriegsgericht für die Aburteilung nicht mehr zuständig war. Am 29. August 1944 wurde Finckh vom Volksgerichtshof unter der Präsidentschaft Roland Freislers zum Tod verurteilt und am nächsten Tag in der seinerzeit zentralen Berliner Hinrichtungsstätte des NS-Regimes, dem Strafgefängnis Plötzensee (heute Gedenkstätte Plötzensee) erhängt.

## Bundeswehrberufung auf Eberhard Finckh
Zwei Jahrzehnte nach Finckhs Tod, im Jahr 1965, wurde die bis dahin als „Haid-Kaserne“ bezeichnete Bundeswehrkaserne des Heeres bei Engstingen in Baden-Württemberg nach Eberhard Finckh benannt. Die Benennung des von 1958 bis 1993 bestehenden Raketenartillerie- und Atomwaffenstandortes in „Eberhard-Finckh-Kaserne“ war unter veränderten politischen Verhältnissen im Zuge des Traditionserlasses von 1965 dem Bestreben der Bundesregierung geschuldet, die neue (west)deutsche Armee in eine Tradition des Wehrmachtswiderstandes gegen den Nationalsozialismus zu stellen, und sie damit symbolisch vor der auch internationalen Öffentlichkeit als demokratisch legitimierte Armee darzustellen. Der 1983 erfolgende Protest gegen die entsprechende Benennung der Kaserne durch Eberhard Finckhs direkte Nachkommen (Sohn und Töchter), die sich der Friedensbewegung gegen die „Nachrüstung“ angeschlossen hatten, blieb – zumal bis zur Auflösung der Kaserne – erfolglos.
Nach der Kasernenschließung 1993 behielt lediglich eine der Haupt-Durchgangsstraßen des nunmehr als „Gewerbepark Haid“ zivilgewerblich genutzten Geländes den Namen „Eberhard-Finckh-Straße“.

## Gedenken
Zu seinem Gedenken ist in seinem Geburtsort Kupferzell eine Straße (Eberhard-Finck-Straße) nach ihm benannt.